# Instituto del Clero Patriarcal de Bzommar
El Instituto del Clero Patriarcal de Bzommar (en francés: Institut du Clergé Patriarcal de Bzommar y en armenio: Զմմառի պատրիարքական կղերական միաբանություն; acrónimo I.C.P.B.) es una sociedad de sacerdotes de la Iglesia católica bajo la autoridad del patriarcado de Cilicia de los armenios.

## Historia
Los orígenes de la sociedad se remontan a 1740, cuando la sede patriarcal de Cilicia de los armenios fue establecida por el patriarca Abraham Pedro I Ardzivian y se hizo necesario formar clérigos para el apostolado misionero entre los pueblos armenios dispersos por diversos países. Para estos sacerdotes, directamente dependientes del patriarca, en 1749 el patriarca Jacobo Pedro II Hovsepian erigió el monasterio de Nuestra Señora en Bzommar, Líbano. El patriarca Miguel Pedro III Kasparian (1753-1780) dio a los sacerdotes que llevaban una vida común en Bzommar un reglamento que establecía para los miembros de la sociedad un modo de vida similar al de los monjes armenios.
Como la tradición canónica armenia no preveía la adopción de votos solemnes, los miembros de la Sociedad de Bzommar nunca fueron asimilados a los religiosos occidentales: sin embargo, siempre estuvieron sujetos al celibato, al juramento de especial obediencia al patriarca, a la promesa de no conservar para sí ninguno de los bienes recibidos durante el ejercicio de su ministerio y, cuando fuera posible, a vivir en comunidad.

## Organización y difusión

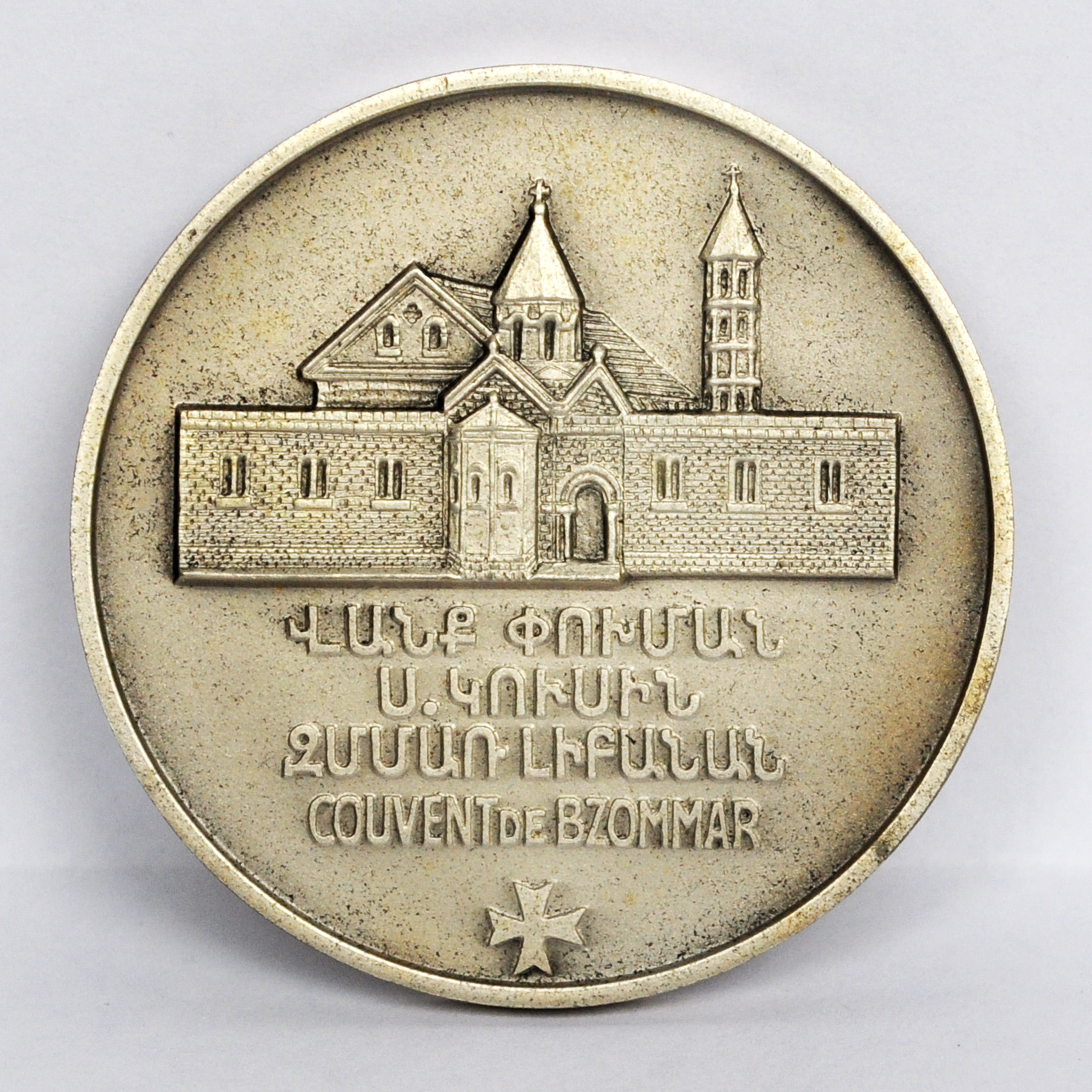
Medalla dedicada al monasterio de Bzommar

Según el derecho canónico de las Iglesias Orientales, reformado en 1990, el instituto es una sociedad de vida común ad instar religiosorum (CCEO, can. 554): está gobernado por el patriarca y está bajo la protección de la Santa Sede. Los miembros hacen votos de obediencia y castidad y una promesa de pobreza.
Las reglas del instituto, revisadas por última vez el 24 de febrero de 1986, estipulan que sus miembros predicarán y preservarán la fe católica para la nación armenia. Deben desempeñar sus deberes pastorales al servicio y para el bien del patriarcado, de las congregaciones y de la misión.
Los fines del instituto son: la santificación personal de sus miembros, el apoyo de la fe católica en la nación armenia, el ejercicio del ministerio sacerdotal y la formación de misioneros. Los miembros se comprometieron a ir a cualquier lugar del mundo donde los enviara el patriarca, quien es ex officio el superior general de la congregación.
En 1986 el instituto contaba con 45 miembros: trabajan en comunidades católicas armenias de todo el mundo y están presentes en los países del Medio y Cercano Oriente, en Egipto, Grecia, Austria, Francia, Canadá, Estados Unidos de América, Brasil y Australia.
El patriarca cuenta con el apoyo de un comité de cuatro miembros que coordina las tareas espirituales, administra las finanzas y diseña el proceso organizativo. El instituto en 2010 tenía como miembros a dos patriarcas, siete obispos, dos monjes y 36 sacerdotes religiosos. Además del gran seminario en Bzommar para todos los sacerdotes de la Iglesia católica armenia, el instituto también tiene un pequeño seminario propio en Bzommar y un seminario en Alepo. Publica la revista Zvartnots. El capítulo general elige al vicario patriarcal por un período de seis años.